# 프룰로네역
프룰로네 (Frullone) 역은 이탈리아 나폴리 지하철 1호선의 역이다.

## 상세
1995년 1호선 콜리 아미네이-피시놀라 구간 개통과 함께 영업에 들어간 고가역이다.
2011년 역 보수공사를 마친 이후 약 600대 규모의 주차장이 들어섰다.

## 시설
이 역에는 다음과 같은 시설이 있다.
- 매표기

## 환승
- 버스 정류장